# Stanislaw Jan Stanuch
Stanislaw Jan Stanuch, né le 29 mars 1931 à Piekary Śląskie et mort le 9 juillet 2005 à Cracovie, est un romancier, critique littéraire et reporter polonais.

## Biographie
Stanislaw Jan Stanuch est titulaire d’une maîtrise de philosophie et d’histoire à l’université Jagellonski de Cracovie. C’est en 1951 que furent publiés ses premiers poèmes dans l’hebdomadaire Pokolenie. De 1954 à 1955, il a été rédacteur à Nowy Kolejarz et de 1956 à 1958 dans le mensuel Zebra. De 1956 à 1985, il écrit pour Dziennik Polski. De 1970 à 1982, il travaille à la Radio polonaise de Cracovie. De 1985 à 1989, il est chroniqueur à Gazeta Krakowska. Il est cofondateur du mouvement littéraire Barbarus et responsable de la maison d’édition Sponsor.

## Œuvres
Romans, nouvelles et essais
- Portret z pamięci
- Przystanek w szczerym polu
- W pełnym świetle
- Na gorącym uczynku
- Dziewczyna z marzeń
- Sceny z życia mężczyzn w średnim wieku
- Andrzej Bursa
- Przysługa albo opowieści ogrodnika
- Stracone szanse prozy polskiej w czterdziestoleciu
- Człowiek który był sądem
- Reportaż z beczki prochu
- Modlitwa o szczęśliwą śmierć